# Estadio Sausalito
Estadio Sausalito – wielofunkcyjny stadion w mieście Viña del Mar w Chile. Jest głównie używany do rozgrywania meczów piłkarskich. Arena została zbudowana w 1929 roku i może pomieścić ponad 18 tys. widzów.
Nazwa obiektu pochodzi od znajdującej się nieopodal laguny "Sausalito". 
Podczas Mistrzostw Świata 1962 zostało rozegrane na nim 8 meczów (6 grupowych, 1 ćwierćfinał i 1 półfinał). Stadion był także jedną z aren Copa América 1991.